# Andreas Mettenleiter
Andreas Mettenleiter (né en 1968) est un historien médical allemand.

## Biographie
Mettenleiter étudie la médecine et les sciences humaines à l'Université de Ratisbonne, à l'Université de Wurtzbourg, à l'Université de La Sapienza, à l'Université d'Utrecht et à l'Université de Caen. Avec une thèse sur Adam Christian Thebesius (de), il obtient son doctorat à Wurtzbourg en 1999. Il est chargé de cours à l'Institut d'histoire de la médecine de l'Université de Wurtzbourg . Ses publications se concentrent sur la dynastie médicale de Siebold, en particulier Philipp Franz von Siebold, et l'histoire médicale de Wurtzbourg. En 2012, il organise l'exposition Philipp Franz von Siebold : Jugend à Würzburg. Il est le deuxième président du conseil d'administration de la société Siebold, membre du Corps Moenania Würzburg (de) et directeur général d'une entreprise de matériel pédagogique. Il est membre du conseil d'administration et actuel président de la société Julius-Hirschberg (de) depuis 2020.

## Travaux
- Adam Christian Thebesius (1686–1732) und die Entdeckung der Vasa cordis minima. Dissertation. Universität Würzburg 1999. Steiner, Stuttgart 2001,  (ISBN 3-515-07917-3).
- Gefangen in Fernost. Sechs Jahre im Leben des Würzburger Kaufmanns Wilhelm Köberlein. Echter, Würzburg 2001,  (ISBN 3-429-02397-1).
- Das Juliusspital in Würzburg. Band 3: Medizingeschichte. Stiftung Juliusspital, Würzburg 2001,  (ISBN 3-933964-04-0) (Rezension von Marion Maria Ruisinger (de)).
- Selbstzeugnisse, Erinnerungen, Tagebücher und Briefe deutschsprachiger Ärzte. Nachträge und Ergänzungen. (Zum Band 4 des Werkes Bibliographie der Autobiographien von Jens Jessen und Reiner Voigt.) In: Würzburger medizinhistorische Mitteilungen.
  - Teil I: Band 19, 2000, S. 459–524.
  - Teil II: (A–H). Band 21, 2002 S. 490–518.
  - Teil III: (I–Z). Band 22, 2003, S. 269–305.
- Academia Sieboldiana. Eine Würzburger Familie schreibt Medizingeschichte. Ausstellungsdokumentation. Akamedon, Pfaffenhofen 2010,  (ISBN 978-3-940072-03-0).
- mit Harald Zoepffel: Würzburg 1943 bis 1945. Akamedon, Pfaffenhofen 2007,  (ISBN 978-3-940072-00-9). Neuausgabe 2010,  (ISBN 978-3-940072-00-9).
- Unterhaltsames und Kurioses aus der Geschichte des Würzburger Juliusspitals. Akamedon, Pfaffenhofen 2012.
  - Band 1: „Im Schatten des Fürstenbaus“. Von der Echterzeit bis ins 18. Jahrhundert.  (ISBN 978-3-940072-11-5).
  - Band 2: „Von Pfründnern, Kranken und Studenten“. Vom Ende der fürstbischöflichen Zeit bis ins Biedermeier.  (ISBN 978-3-940072-12-2).
- Zerstörung und Wiederaufbau in Würzburg. Vier Häuser, vier Familien, vier Schicksale. Akamedon, Pfaffenhofen/Ilm 2013,  (ISBN 978-3-940072-05-4).
- 200 Jahre Corps Moenania Würzburg. 1814–2014. Eine Chronik in Reimen. Illustrationen von Gerhard Hainlein. Akamedon, Pfaffenhofen 2014,  (ISBN 978-3-940072-17-7).
- Denk' ich an Würzburg. Zeitgenossen über ihre Stadt. Akamedon, Pfaffenhofen 2017,  (ISBN 978-3-940072-23-8).
- Würzburg, 16. März 1945. Dokumentation zum 75. Jahrestag der Zerstörung. Akademon, Pfaffenhofen 2020,  (ISBN 978-3-940072-30-6).

Rédactions
- Tempora mutantur et nos? Festschrift für Walter M. Brod. Akamedon, Pfaffenhofen 2007,  (ISBN 978-3-940072-01-6).
- Japan – Siebold – Würzburg. 25 Jahre Siebold-Gesellschaft, 15 Jahre Siebold-Museum Würzburg. Akademon, Pfaffenhofen 2010,  (ISBN 978-3-940072-06-1).

Traductions
- Aikawa Tadaomi: Otto Gottlieb J. Mohnike (de) (1814–1887) und die Einführung der Pockenschutzimpfung in Japan im Jahre 1849. Ausstellungskatalog. Deutsches Medizinhistorisches Museum, Ingolstadt 2001, DNB 963698095.
- Siebolds Blumengarten. Botanische Zeichnungen zur Siebold-Sammlung. Begleitband zur Ausstellung „Siebolds Blumengarten“ im Siebold-Museum Würzburg. Akamedon, Pfaffenhofen 2011,  (ISBN 978-3-940072-07-8).